# Паги
Паги, также Пеги (др.-греч. Παγαί, Πηγαί, лат. Pagae) — древний укреплённый торговый город и порт в Мегариде у Алкионидского залива в восточной части Коринфского залива, на восточной стороне мыса Ольмии (Ακρωτήριο Ολμιών, Ὀλμιαί, лат. Olmiae), в 120 стадиях к северо-западу от Мегар, после которых он был важнейшим городом страны. По эпиграфическим данным руины города расположены на холме в деревне Като-Алепохорион, в 20 км к северо-западу от города Мегара.
Паги занимали стратегически важное положение. В 461 году до н. э. Мегары присоединились к  Афинскому союзу и Паги использовались афинянами как база флота в Коринфском заливе, что послужило одной из причин начала в 460 году до н. э. Малой Пелопоннесской войны. По Тридцатилетнему миру афиняне отказались от портов Паги и Нисея.
Во II веке до н. э. Паги стали независимыми, вошли в Ахейский союз и чеканили свою монету.
В сферу влияния Паг входил небольшой порт Панорм на берегу бухты Псата у современной деревни Псата. Из-за Панорма Паги конфликтовали с соседним городом Эгосфены.
В городе Паги были театр и рынок. Упоминаются также святилища Зевса, Артемиды, Исиды и героя Эгиалея, сына Адраста. Географ Павсаний во II веке упоминает, что была медная статуя Артемиды Сотеры (Спасительницы), подобная той, что находилась в Мегаре. 
Согласно археологическим данным Паги существовали и в раннехристианские времена. В византийские времена Паги упоминаются как епископский престол. 
Акрополь древнего города расположен на холме, где сегодня находится храм Живоносного Источника (Ιερός Ναός Ζωοδόχου Πηγής). Со стороны дороги Мегара — Алепохорион видны части восточной части древней стены, основания башен и ворот, а недавние раскопки подтверждают местоположение северной части укрепления. От северной стены цитадели начинались крепостные стены, которые заканчивались морем, чтобы защитить древний порт. Существование «длинных стен» подтверждается раскопками части стены и ворот в районе уличного поселения в Като-Алепохорионе. 
Части кладбищ древнего города были раскопаны за пределами древних стен. Захоронения датируются от классического периода (V век до н. э.) до раннехристианской эпохи (V век н. э.). 
К востоку от холма акрополя, на расстоянии 450 м, на холме Пиргари, находится одно из кладбищ Паг. Раскопки выявили группу гробниц, высеченных в естественной скале. Использование гробниц восходит к концу V века до н. э. до эллинистического периода.